# Mont Buruntza
Le mont Buruntza est une montagne de 441 m d'altitude située dans la communauté autonome du Pays basque, à 12 km au sud de Saint-Sébastien.